# Valtteri Moren
Valtteri Moren (Vantaa, 15 juni 1991) is een profvoetballer uit Finland die speelt als verdediger. Hij stroomde in 2010 door vanuit de jeugdopleiding van HJK Helsinki, waarna hij eerst nog een jaar voor Helsinki II speelde voor hij debuteerde in het eerste elftal. Moren maakte in 2013 zijn debuut voor de nationale ploeg van Finland.
In augustus 2015 maakte Moren de overstap naar Waasland-Beveren.

## Interlandcarrière
Onder leiding van bondscoach Mika-Matti Paatelainen maakte Moren zijn officiële debuut voor de Finse A-ploeg op zaterdag 31 mei 2014 in de vriendschappelijke wedstrijd tegen Estland (2-0) in Ventspils. Hij viel in dat duel na 63 minuten in voor Joona Toivio en nam kort daarop de tweede treffer voor de Finnen voor zijn rekening. Het eerste doelpunt kwam op naam van aanvallende middenvelder Përparim Hetemaj. Moren had in 2013 al eens meegespeeld met de nationale ploeg, maar dat betrof een officieus en niet door de FIFA erkend duel.

## Erelijst
HJK Helsinki
- Fins landskampioen

2010, 2011, 2012, 2013, 2014, 2020